# Мачевање на Летњим олимпијским играма 1912.
Такмичења у мачевању на петим Олимпијским играма 1912. одржана су у Стокхолму од 6. до 18. јула у пет дисциплина.  Такмичење је одржано само у мушкој конкуренцији. Учествовало је 184 такмичара из 16 земаља, од којих су 7 освојиле медаље.
Највише успеха имали су мачеваоци Мађарске који су освојили укупно 4 медаља, од тога 2 златне, 1 сребрна и 1 бронзана.

## Земље учеснице
Учествовали су представници 16 земаља.
| - Аустрија (12) - Белгија (11) - Немачко царство (16) - Бохемија (13) - Данска (6} - Уједињено Краљевство (22) - Грчка (6) - Португалија (1) - Мађарска (8) - Италија (11) - Холандија (13) - Норвешка (1) - Русија (24) - Јужноафричка Република (1) - Шведска (18) - САД (13) |

| Дисциплина          | | |                                 |
| Мач детаљи          | Пол Анспах Белгија                                                                                         | Иван Осиер Данска                                                                                               | Филип ле Арди де Болије Белгија |
| Мач екипно детаљи   | Белгија Анри Анспах Пол Анспах Фернанд де Монтињи Робер Ене Жак Ош Франсоа Ром Гастон Салмон Виктор Виљем  | Уједињено Краљевство Џон Блејк Мартин Холт Роберт Монтгомери                                                    | Холандија                       |
| Флорет детаљи       | Недо Нади Италија                                                                                          | Пјетро Спечале Италија                                                                                          | Рихард Вердербер Аустрија       |
| Сабља детаљи        | Јене Фукс Мађарска                                                                                         | Бела Бекеши Мађарска                                                                                            | Ервин Месарош Мађарска          |
| Сабља екипно детаљи | Мађарска Јене Фукс Ласло Берти Ервин Месарош Оскар Герде Золтан Шенкер Петер Тот Лајош Веркнер Деже Фелдеш | Аустрија Рихард Вердербер Ото Хершман Рудолф Цветко Фридрих Голинг Андреас Сутнер Алберт Боген Рајнолд Трамплер | Холандија                       |

## Биланс медаља
|   | Земља                |   |   |   |    |
| - | -------------------- | - | - | - | -- |
| 1 | Мађарска             | 2 | 1 | 1 | 4  |
| 2 | Белгија              | 2 | 0 | 0 | 1  |
| 3 | Италија              | 1 | 1 | 0 | 2  |
| 4 | Аустрија             | 0 | 1 | 1 | 2  |
| 5 | Данска               | 0 | 1 | 0 | 1  |
| 5 | Уједињено Краљевство | 0 | 1 | 0 | 1  |
| 7 | Холандија            | 0 | 0 | 2 | 2  |
|   | Укупно (7)           | 5 | 5 | 5 | 15 |